# Kanton La Roche-sur-Foron
Kanton La Roche-sur-Foron (fr. Canton de La Roche-sur-Foron) je francouzský kanton v departementu Horní Savojsko v regionu Rhône-Alpes. Skládá se z devíti obcí.

## Obce kantonu
- Amancy
- Arenthon
- La Chapelle-Rambaud
- Cornier
- Etaux
- La Roche-sur-Foron
- Saint-Laurent
- Saint-Pierre-en-Faucigny
- Saint-Sixt